# U-342 (tàu ngầm Đức)
U-342 là một tàu ngầm tấn công  Lớp Type VII thuộc phân lớp Type VIIC được Hải quân Đức Quốc Xã chế tạo trong Chiến tranh Thế giới thứ hai. Nhập biên chế năm 1943, nó chỉ thực hiện được một chuyến tuần tra duy nhất và không đánh chìm được mục tiêu nào, trước khi bị một thủy phi cơ PBY Catalina của Không quân Hoàng gia Canada thả mìn sâu đánh chìm về phía Tây Nam Iceland vào ngày 17 tháng 4, 1944.

## Thiết kế và chế tạo

### Thiết kế

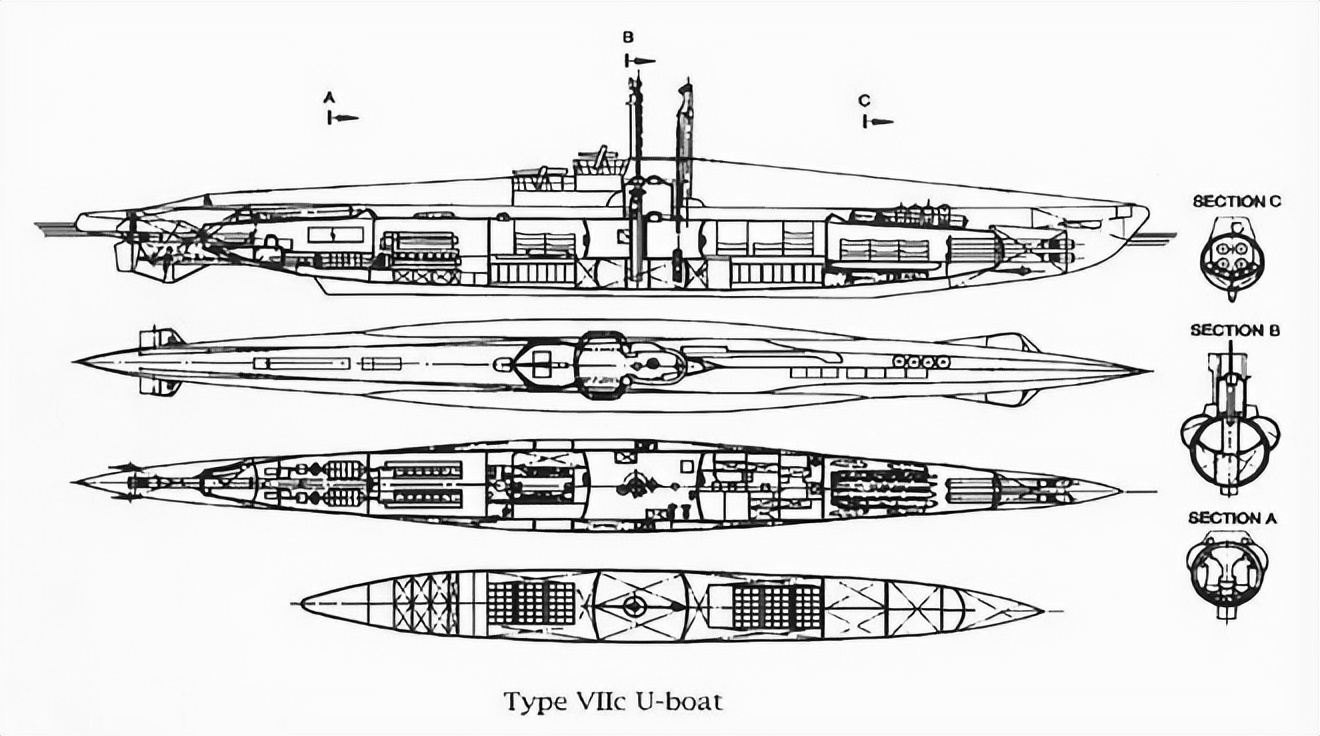
Sơ đồ các mặt cắt một tàu ngầm Type VIIC

Phân lớp VIIC của Tàu ngầm Type VII là một phiên bản VIIB được kéo dài thêm. Chúng có trọng lượng choán nước 769 t (757 tấn Anh) khi nổi và 871 t (857 tấn Anh) khi lặn). Con tàu có chiều dài chung 67,10 m (220 ft 2 in), lớp vỏ trong chịu áp lực dài 50,50 m (165 ft 8 in), mạn tàu rộng 6,20 m (20 ft 4 in), chiều cao 9,60 m (31 ft 6 in) và mớn nước 4,74 m (15 ft 7 in).
Chúng trang bị hai động cơ diesel Germaniawerft F46 siêu tăng áp 6-xy lanh 4 thì, tổng công suất 2.800–3.200 PS (2.100–2.400 kW; 2.800–3.200 bhp), dẫn động hai trục chân vịt đường kính 1,23 m (4,0 ft), cho phép đạt tốc độ tối đa 17,7 kn (32,8 km/h), và tầm hoạt động tối đa 8.500 nmi (15.700 km) khi đi tốc độ đường trường 10 kn (19 km/h). Khi đi ngầm dưới nước, chúng sử dụng hai động cơ/máy phát điện Garbe, Lahmeyer & Co. RP 137/c  tổng công suất 750 PS (550 kW; 740 shp). Tốc độ tối đa khi lặn là 7,6 kn (14,1 km/h), và tầm hoạt động 80 nmi (150 km) ở tốc độ 4 kn (7,4 km/h). Con tàu có khả năng lặn sâu đến 230 m (750 ft).
Vũ khí trang bị có năm ống phóng ngư lôi 53,3 cm (21 in), bao gồm bốn ống trước mũi và một ống phía đuôi, và mang theo tổng cộng 14 quả ngư lôi, hoặc tối đa 22 quả thủy lôi TMA, hoặc 33 quả TMB. Tàu ngầm Type VIIC bố trí một hải pháo 8,8 cm SK C/35 cùng một pháo phòng không 2 cm (0,79 in) trên boong tàu. Thủy thủ đoàn bao gồm 4 sĩ quan và 40-56 thủy thủ.

### Chế tạo
U-342 được đặt hàng vào ngày 20 tháng 1, 1941, và được đặt lườn tại xưởng tàu của hãng Nordseewerke ở Emden vào ngày 7 tháng 12, 1941. Nó được hạ thủy vào ngày 10 tháng 11, 1942, và nhập biên chế cùng Hải quân Đức Quốc Xã vào ngày 12 tháng 1, 1943 dưới quyền chỉ huy của Hạm trưởng, trung úy Hải quân Albert Hossenfelder.

## Lịch sử hoạt động
Sau khi hoàn tất việc huấn luyện và chạy thử máy trong thành phần Chi hạm đội U-boat 8, U-342 được điều sang Chi hạm đội U-boat 7 từ ngày 1 tháng 3, 1944 để hoạt động trên tuyến đầu.
Sau khi chuyển căn cứ hoạt động từ cảng Kiel, Đức sang cảng Bergen, Na Uy trong tháng 3, 1944, U-342 xuất phát từ đây vào ngày 3 tháng 4 cho chuyến tuần tra duy nhất trong chiến tranh. Nó tiến ra Bắc Hải, rồi băng qua khe GIUK giữa quần đảo Faroe và Iceland, dự định sẽ hoạt động tại vùng biển giữa Bắc Đại Tây Dương. Tuy nhiên ở vị trí về phía Tây Nam Iceland vào ngày 17 tháng 4, nó bị một thủy phi cơ tuần tra PBY Catalina thuộc Liên đội 162 Không quân Hoàng gia Canada thả mìn sâu đánh chìm tại tọa độ 60°32′B 29°20′T / 60,533°B 29,333°T Toàn bộ 51 thành viên thủy thủ đoàn của U-342 đều đã tử trận.